# Войвож (притока Палью)
Войво́ж (застаріла назва Вой-Вож), верхня течія — Палья (рос. Вой-Вож, Войвож) — річка в Республіці Комі, Росія, права притока річки Палью, лівої притоки річки Ілич, правої притоки річки Печора. Протікає територією Троїцько-Печорського району.
Верхня течія річки називається Палья. Річка протікає на північний захід, південний захід, північний захід, захід, південний захід, захід та північний захід.
Притоки:
- праві — Єрман'єль, Гриша-Йоль (Гриша-Єль), Седопонйо́ль
- ліва — Педеваскаєль, Лунвожйоль